# صرفاً جهت اطلاع
صرفاً جهت اطلاع نام یک برنامه خبری است که پنجشنبه شب‌ها در اخبار ۲۰:۳۰ شبکه ۲ سیمای جمهوری اسلامی ایران و اخبار شبانگاهی ساعت ۲۲ شبکه ۳ سیمای جمهوری اسلامی ایران توسط واحد مرکزی خبر و با مجری‌گری و تهیه‌کنندگی کامران نجف زاده و ولی‌الله شجاعی پخش می‌شد. این برنامه خبری نگاهی انتقادی و طنزآلود نسبت به صحبت‌های سیاستمداران و برنامه‌های تلویزیونی دارد. این برنامه را محمد دلاوری پایه‌گذاری کرد و پس از حدود دو سال و هشتاد برنامه هفتگی، نویسندگی و اجرای آن را به کامران نجف زاده و ولی‌الله شجاعی سپرد. دلاوری علت خروج خود را از این برنامه، درخواست مسئولین برای موضع‌گیری‌های ناحق دربرابر برخی مسائل فرهنگی و سیاسی و استرس و فشار زیادی که بر او وارد می‌شد، عنوان کرد.
این برنامه انتقادهای متعددی نسبت به برنامه‌های صدا و سیما از جمله اخبار ۲۰:۳۰ و برنامه نود داشته‌است. این برنامه همچنین به نصب بیلبوردها و نشر کتاب ۱۰ روزه در مورد سال جهاد اقتصادی انتقاد کرد.
پخش این برنامه انتقادهایی را دربرداشت به‌طوری‌که هیئت رئیسه مجلس شورای اسلامی ایران از این برنامه انتقاد کرد. منوچهر متکی، وزیر امور خارجه سابق ایران در سخنرانی خود گفته بود که قصد دارد با دقت در سخنان خود مورد استفاده خاص صرفاً جهت اطلاع قرار نگیرد. 
این برنامه در سال ۱۳۹۵ به دلایل نامعلوم تعطیل شد.